# 羅盤報
《羅盤報》是印度尼西亞羅盤-格拉美迪亞集團旗下的一份印尼文日報，總部位於首都雅加達，口號為「人民良心的委託」（Amanat Hati Nurani Rakyat）。
該報由天主教徒記者歐陽炳昆和雅各布·烏塔瑪在軍方和天主教黨領導層的倡議下創辦，在1965年6月28日創刊，創立原意是遏制左派傳媒的影響力。該報在3個月後的九三〇事件中以謹慎、平衡的報導受到讀者的歡迎，並於1969年成為印尼發行量最大的報章。
《羅盤報》是印尼主要的印尼文報章，以客觀、全面的優質報導見稱，曾獲得多個新聞獎項。該報分為紙本版和網絡版，其中紙本版每天出刊，每日發行量達30萬份；網絡版則於1995年設立，並於2017年改為訂閱制。該報的讀者以印尼的中上階層為主，就職業而言則以高級管理人員和專業人士居多。

## 腳註
1. ↑  Wijayanto 2019，第40, 49-51頁.
2. ↑  赵永华 2012.
3. ↑  Wijayanto 2019，第55頁.
4. ↑  Gatra 2006, PWI Berikan Penghargaan.
5. ↑  Aulia 2024.
6. 1 2  Kompas 2021, Media Profile.

## 外部連結
- 官方网站